# ديون سميث (لاعب كريكت)
ديون سميث (بالإنجليزية: Deon Smith)‏ (30 مارس 1968 في جنوب أفريقيا - ) هو لاعب كريكت جنوب أفريقي. لعب مع Boland (cricket team) ‏.

## وصلات خارجية
- ديون سميث على موقع إي آس بي آن كريك إنفو (الإنجليزية)